# Iterbio
El iterbio es un elemento químico de la tabla periódica que tiene el símbolo Yb y el número atómico 70. El iterbio es un elemento metálico plateado blando, una tierra rara de la serie de los lantánidos que se halla en la gadolinita, la monazita y el xenotimo. El iterbio se asocia a veces con el itrio u otros elementos relacionados y se usa en algunos aceros. El iterbio natural es una mezcla de siete isótopos estables.
En 1878, el químico suizo Jean Charles Galissard de Marignac separó de la tierra rara "erbia" otro componente independiente, al que llamó "ytterbia", por Ytterby, el pueblo de Suecia cercano a donde encontró el nuevo componente del erbio. Sospechaba que la ytterbia era un compuesto de un nuevo elemento al que llamó "iterbio" (en total, cuatro elementos recibieron el nombre del pueblo, los otros son itrio, terbio y erbio). En 1907, la nueva tierra "lutecia" se separó de la iterbia, de la que se extrajo el elemento "lutecio" (ahora lutecio) por Georges Urbain, Carl Auer von Welsbach y Charles James. Tras algunas discusiones, se mantuvo el nombre de Marignac de "iterbio". No se obtuvo una muestra relativamente pura del metal hasta 1953. En la actualidad, el iterbio se utiliza principalmente como dopante del acero inoxidable o medio láser activo, y con menos frecuencia como fuente de rayos gamma.
El iterbio natural es una mezcla de siete isótopos estables, que en conjunto están presentes en concentraciones de 0,3 partes por millón. Este elemento se extrae en China, Estados Unidos, Brasil e India en forma de los minerales monacita, euxenita y xenotimo. La concentración de iterbio es baja porque sólo se encuentra entre otros muchos elementos de tierras raras; además, es de los menos abundantes. Una vez extraído y preparado, el iterbio es algo peligroso como irritante para los ojos y la piel. El metal representa un riesgo de incendio y explosión.

## Características principales

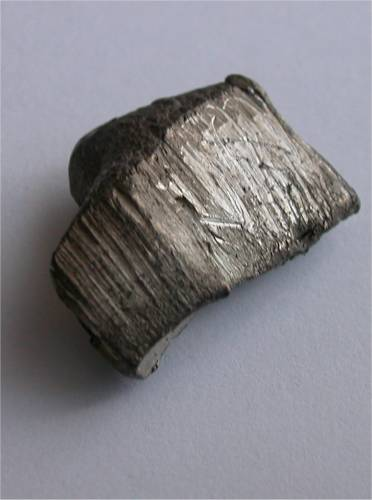
Iterbio metálico.

El iterbio es un elemento blando, maleable y bastante dúctil que exhibe un lustre plateado brillante. Es una tierra rara, fácilmente atacable y disoluble con ácidos minerales, reacciona lentamente con el agua, y se oxida al aire.
El iterbio tiene tres alótropos, llamados alpha, beta y gamma, con puntos de transformación a -13°C y 795 °C. La forma beta se da a temperatura ambiente y presenta una estructura cristalina centrada en las caras, mientras que la forma gamma, que se da a alta temperatura, tiene una estructura cristalina centrada en el cuerpo.
Normalmente, la forma beta tiene una conductividad eléctrica similar a la de los metales, pero se comporta como un semiconductor a presiones cercanas a las 16.000 atmósferas. Su resistencia eléctrica se multiplica por diez a unas 39.000 atmósferas, pero a 40.000 atmósferas cae bruscamente a cerca del 10% de su resistividad a temperatura ambiente.

## Aplicaciones
Un isótopo del iterbio se ha usado como fuente de radiación alternativa para una máquina de rayos X portátil cuando no se disponía de electricidad.  Hay pocos usos más de este elemento.

### Fuente de rayos gama
El isótopo 169Yb (con una vida media de 32 días), que se crea junto con el isótopo 175Yb de vida corta ( vida media 4,2 días) por activación de neutrones durante la irradiación de iterbio en reactores nucleares, se ha utilizado como fuente de radiación en máquinas de rayos X portátiles. Al igual que los rayos X, los rayos gamma emitidos por la fuente atraviesan los tejidos blandos del cuerpo, pero son bloqueados por los huesos y otros materiales densos. Por lo tanto, pequeñas muestras de 169Yb (que emiten rayos gamma) actúan como diminutas máquinas de rayos X útiles para radiografía de objetos pequeños. Los experimentos muestran que las radiografías tomadas con una fuente de 169Yb son aproximadamente equivalentes a las tomadas con rayos X con energías entre 250 y 350 keV. El 169Yb también se usa en medicina nuclear.

### Relojes atómicos muy estables
Los relojes de iterbio poseen el record de estabilidad con oscilaciones estables a menos de dos partes por quintillón (2x10-18). Los relojes desarrollados en el National Institute of Standards and Technology (NIST)  están basados en unos 10,000 átomos de tierras raras enfriados a 10 microkelvin (10 millonésimas de un grado sobre el cero absoluto) y atrapados en una red óptica; una serie de huecos con forma de panqueque fabricados usando luz láser. Otro láser que "hace tictac" 518 billones de veces por segundo provoca una transición entre dos niveles de energía en los átomos. El gran número de átomos es la clave de la gran estabilidad de los relojes.
Las ondas de luz visibles oscilan más rápido que las microondas, por lo que los relojes ópticos pueden ser más precisos que los relojes atómicos de cesio. El Physikalisch-Technische Bundesanstalt está trabajando en varios relojes ópticos de este tipo. El modelo con un solo ion de iterbio atrapado en una trampa de iones es muy preciso. El reloj óptico basado en él es exacto hasta 17 dígitos después del punto decimal.
Un par de relojes atómicos experimentales basados en átomos de iterbio en el NIST ha establecido un récord de estabilidad. Los físicos del NIST han informado en el número del 22 de agosto de 2013 de la revista Science Express que las oscilaciones de los relojes de iterbio poseen una estabilidad superior a 2 partes por quintillón (1 seguido de 18 ceros), aproximadamente 10 veces mejor que los mejores resultados publicados con anterioridad para relojes atómicos. Los relojes tienen una precisión de 1 segundo en un período de tiempo comparable a la edad del universo.

### Dopado de acero inoxidable
Su metal también puede usarse para mejorar el refinamiento del grano, la resistencia y otras propiedades mecánicas del acero inoxidable. Algunas aleaciones de iterbio se usan en odontología.

### Dopado de medios láser activos
El ion Yb3+ se utiliza como material de dopaje en medio activo de láser, específicamente en láser de estado sólido y láseres de doble revestimiento de fibra. Los láseres de iterbio son muy eficientes, tienen una larga vida útil y pueden generar pulsos cortos; el iterbio también se puede incorporar fácilmente al material utilizado para fabricar el láser. Los láseres de iterbio suelen radiar en la banda de 1,06–1,12 µm siendo bombeados ópticamente a una longitud de onda de 900 nm –1 µm, según el host y la aplicación. El pequeño defecto cuántico convierte al iterbio en un potencial dopante para láseres eficientes y escala de potencia.
La cinética de las excitaciones en los materiales dopados con iterbio es sencilla y puede describirse dentro del concepto de sección eficaz efectiva; para la mayoría de los materiales láser dopados con iterbio (como para muchos otros medios de ganancia bombeados ópticamente), la relación de McCumber se mantiene, si bien el uso de los materiales compuestos dopados con iterbio se estaba considerando.

## Historia
El iterbio (de Ytterby, una ciudad de Suecia) fue descubierto por el químico suizo Jean Charles Galissard de Marignac en 1878. Marignac encontró un nuevo componente en la tierra entonces llamada erbia, y lo llamó iterbia (por Ytterby, la ciudad sueca en la que encontró dicho componente). Él sospechaba que la iterbia era un compuesto de un nuevo elemento que bautizó iterbio (que era de hecho la primera tierra rara en ser descubierta).
En 1907, el químico francés Georges Urbain separó la iterbia de Marignac en dos componentes, neoiterbia y lutecia. La neoiterbia era el elemento que pasaría más tarde a llamarse iterbio, y la lutecia pasaría a ser el elemento lutecio. Independientemente, Carl Auer von Welsbach aisló estos elementos de la iterbia más o menos al mismo tiempo, pero los bautizó aldebaranio y casiopeo.
Las propiedades químicas y físicas del iterbio no pudieron ser determinadas hasta 1953, cuando se pudo producir por primera vez iterbio casi puro.

## Ocurrencia

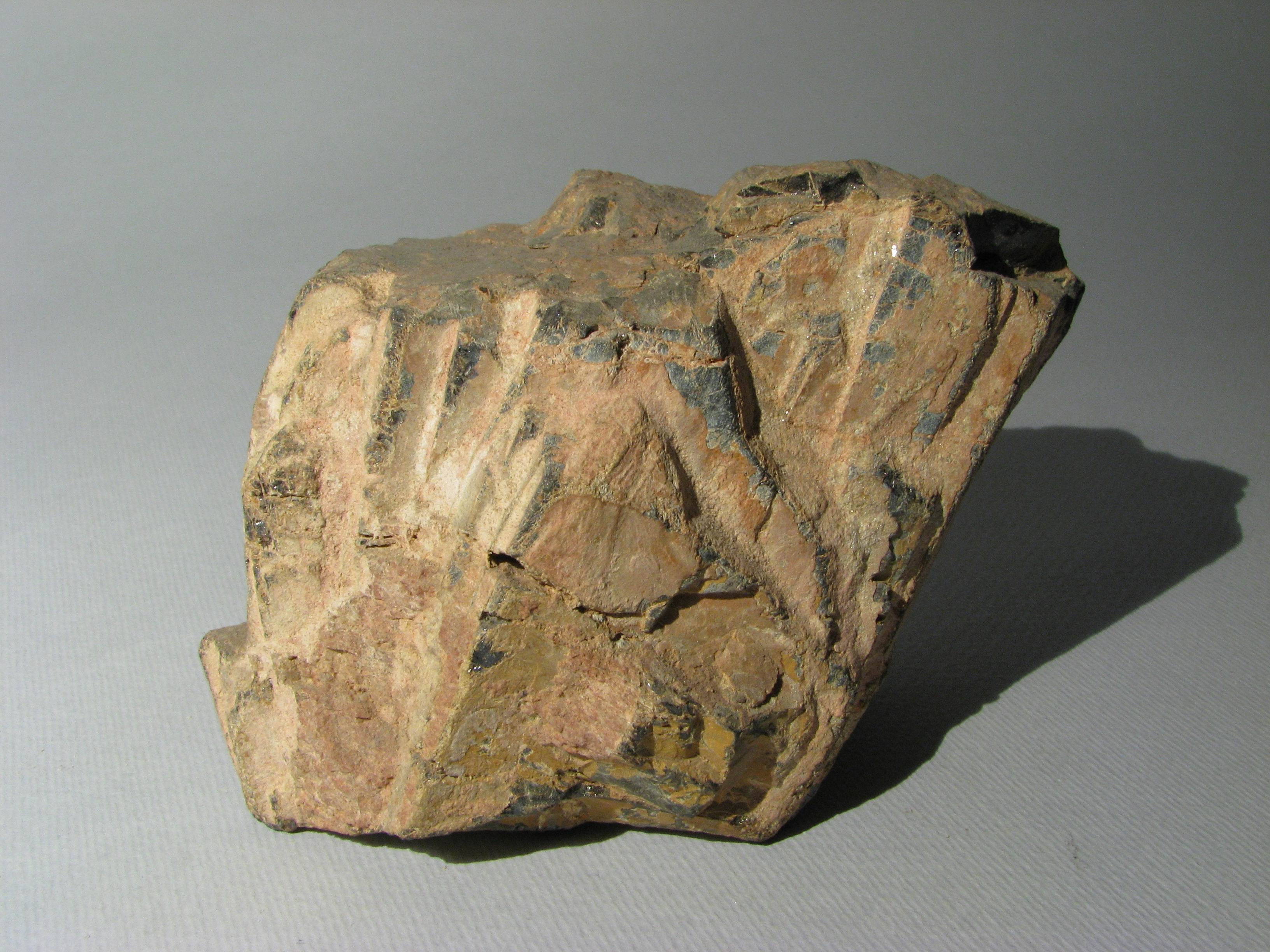
Euxenita.

El iterbio se encuentra con otros elementos de tierras raras en varios minerales raros. La mayoría de las veces se recupera comercialmente de la arena de monazita (0,03% de iterbio). El elemento también se encuentra en la euxenita y el xenotimo. 
Las principales zonas de extracción son China, Estados Unidos, Brasil, India, Sri Lanka y Australia. Las reservas de iterbio se estiman en un millón de toneladas. El iterbio es normalmente difícil de separar de otras tierras raras, pero las técnicas de intercambio de iones y extracción con disolventes desarrolladas a mediados y finales del siglo XX han simplificado la separación. Los compuestos químicos de iterbio son raros y aún no han sido bien caracterizados. La abundancia de iterbio en la corteza terrestre es de unos 3 mg/kg.
Como lantánido de número par, de acuerdo con la regla de Oddo-Harkins, el iterbio es significativamente más abundante que sus vecinos inmediatos, el tulio y el lutecio, que aparecen en el mismo concentrado a niveles de alrededor del 0,5% cada uno. La producción mundial de iterbio es sólo de unas 50 toneladas al año, lo que refleja que tiene pocas aplicaciones comerciales. Trazas microscópicas de iterbio se utilizan como dopante en el Yb:YAG, un láser de estado sólido en el que el iterbio es el elemento que sufre emisión estimulada de radiación electromagnética.
El iterbio suele ser el sustituto más común en los minerales de itrio. En muy pocos casos/ocurrencias conocidas el iterbio prevalece sobre el itrio, como, por ejemplo, en el xenotimo-(Yb). Se conoce un informe de iterbio nativo del regolito lunar.

## Obtención
Es relativamente difícil separar el iterbio de otros lantánidos debido a sus propiedades similares. Aunque las técnicas de intercambio de iones y extracción por solventes desarrolladas a finales del siglo XX han simplificado esta separación, el proceso es algo largo. En primer lugar, los minerales como la monacita o la xenotimo se disuelven en varios ácidos, como el ácido sulfúrico. Entonces, el iterbio se puede separar de otros lantánidos mediante intercambio iónico, al igual que otros lantánidos. Luego, la solución se aplica a una resina, a la que se unen diferentes lantánidos en diferentes materias. Este luego se disuelve utilizando agente complejante y, debido a los diferentes tipos de enlaces que presentan los distintos lantánidos, es posible aislar los compuestos.
El iterbio se separa de otras tierras raras por intercambio iónico o por reducción con amalgama de sodio. En el último método, una solución ácida tamponada de tierras raras trivalentes se trata con una aleación de sodio y mercurio fundido, que reduce y disuelve Yb3+. La aleación se trata con ácido clorhídrico. El metal se extrae de la solución como oxalato y se convierte en óxido por calentamiento. El óxido se reduce a metal calentándolo con lantano, aluminio, cerio o zirconio en alto vacío. El metal se purifica por sublimación y se recolecta sobre una placa condensada. .

## Isótopos
El iterbio aparece en la naturaleza compuesto de 7 isótopos estables: 168Yb, 170Yb, 171Yb, 172Yb, 173Yb, 174Yb y 176Yb, siendo el 174Yb el más abundante (31,83% de abundancia). Se han caracterizado 27 radioisótopos, siendo los más estables el 169Yb con un periodo de semidesintegración de 32,026 días, el 175Yb con uno de 4,185 días, y el 166Yb con uno de 56,7 horas. El resto de los isótopos radiactivos tienen periodos de semidesintegración inferiores a las 2 horas, y la mayoría de estos la tienen menor de 20 minutos. El iterbio tiene también 12 isómeros nucleares, siendo el más estable el 169mYb (t½ 46 segundos).
La masa atómica de los isótopos del iterbio oscilan entre 147,9674 u (148Yb) y 180,9562 u (181Yb). El principal modo de desintegración de los isótopos anteriores al isótopo estable más abundante, el 174Yb, es la captura electrónica, y el principal modo de los isótopos posteriores es la emisión beta. Los productos de desintegración primarios anteriores al 174Yb son isótopos del elemento 69 (tulio) y los productos de desintegración primarios posteriores son isótopos del elemento 71 (lutecio).

## Precauciones
Aunque el iterbio es bastante estable, debe de todas formas almacenarse en contenedores cerrados para protegerlo del aire y la humedad. Todos los compuestos del iterbio deben ser tratados como altamente tóxicos, aunque estudios preliminares parecen indicar que el peligro es limitado. Se sabe sin embargo que los compuestos de iterbio causan irritación y sensación de quemadura (pudiendo dejar, incluso, cicatrices) en ojos y piel,  y pueden ser teratogénicos. El polvo de iterbio metálico supone un riesgo de incendio y explosión.